# 파이프 공작
파이프 공작(영어: Duke of Fife)은 영국의 공작 작위이다. 1889년에 처음 만들어졌고, 1900년에 두 번째로 만들어졌다. 웨일즈 공 에드워드(후의 에드워드 7세)의 딸 루이즈 공녀와 결혼한 스코틀랜드 귀족 알렉산더 더프(파이프 백작)에 대해 1889년과 1900년 두 번에 걸쳐 창설된 작위이다. 왕족에게 주어진 공작위를 제외하면, 2020년 기준으로 영국에서 가장 마지막으로 만들어진 공작위이다.
2011년 기준으로, 공작가의 저택은 스코틀랜드 애버딘셔의 스톤헤븐에서 가까운 엘식 하우스(영어: Elsick House)이다.

## 역사
알렉산더 더프(영어: Alexander Duff)는 제5대 파이프 백작(Earl Fife, 1759년 창설된 아일랜드의 귀족작위) 제임스 더프의 아들로, 윌리엄 4세의 증손에 해당하기도 했다. 1879년 부친이 서거하자 제6대 파이프 백작이 되었고, 1885년에 빅토리아 여왕으로부터 파이프 백작(Earl of Fife, 연합왕국의 귀족작위) 위를 받았다.
1889년 알렉산더와 루이즈 왕녀는 버킹엄 궁전에서 결혼식을 올렸고, 빅토리아 여왕은 그에게 파이프 공작 및 맥더프 후작(영어: Marquess of Macduff). 모두 연합왕국의 귀족) 위(位)를 받았다. 이 때의 칙허장(영어: Letters patent)에는 작위를 초대 공작의 직계남자(영어: "heirs male of his body")가 상속한다고 정했으나, 알렉산더와 루이즈 사이에는 장남이 사산(死産)된 뒤로 더 이상 아들이 생겨나지 않았다. 그래서 1900년에 「초대 공작의 딸, 그리고 그에게서 태어난 직계남자」에게도 상속권을 인정하고(영어: special remainder) 따로 파이프 공작 및 맥더프 백작(영어: Earl of Macduff; 모두 연합왕국의 귀족)위를 주었다.
1912년 알렉산더의 사망으로 파이프 백작(Earl Fife 및 Earl of Fife 두 작위) 및 1차 파이프 공작위는 끊겼다. 한편 2차 파이프 공작위는 큰딸 알렉산드라가 상속했다. 알렉산드라와 남편 코넛 공자 아서 사이에 태어난 외아들인 제2대 코넛과 스트래선 공작 알라스테어 윈저(Alastair Windsor, 2nd Duke of Connaught and Strathearn)는 미혼으로 일찍 사망했다. 따라서 여동생 모드(Princess Maud, Countess of Southesk)와 그 남편인 제11대 사우세스크 백작 찰스 카네기(Charles Carnegie, 11th Earl of Southesk) 사이에서 태어난 제임스가 제3대 공작이 되었다.

## 파이프 공작 (1차,1889년)
- 제1대 파이프 공작 알렉산더 더프 (1849년~1912년)
  - 1900년에 파이프 공작(2차) 작위 받음
  - 1912년 단절

## 파이프 공작 (2차,1900년)
- 제1대 파이프 공작 알렉산더 더프 (1849년 - 1912년)
- 제2대 파이프 여공작 알렉산드라 (1891년 - 1959년)
- 제3대 파이프 공작 제임스 카네기 (1929년 - 2015년)
- 제4대 파이프 공작 데이비드 카네기 (2015년 -)

### 상속 순위
1. 사우세스크 백작(Earl of Southesk) 찰스 더프 카네기 (제4대 공작의 장남, 1989년-)
2. 조지 카네기 경 (제4대 공작의 차남, 1991년-)
3. 휴즈 카네기 경 (제4대 공작의 3남, 1993년-)